# Eugène et Michel Werner
Pour les articles homonymes, voir Werner.

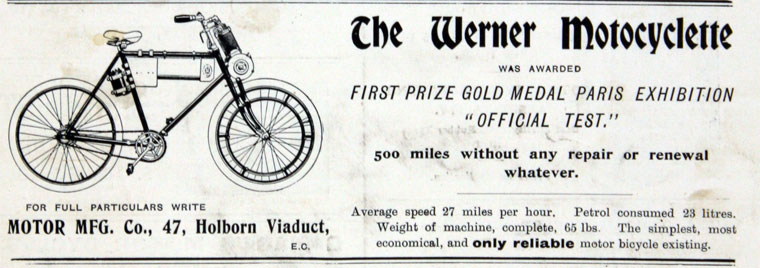
Publicité

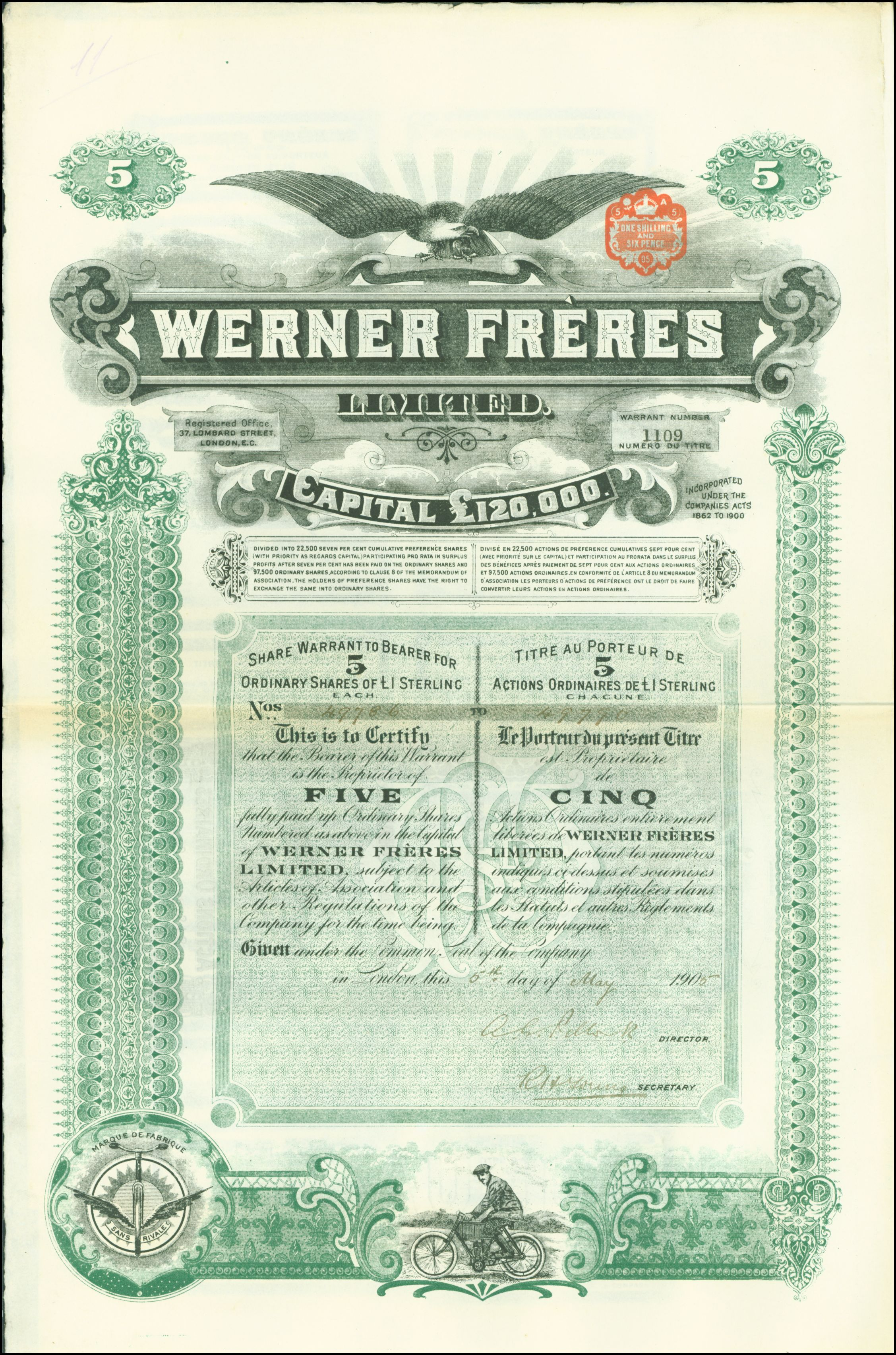
Action de la Werner Frères Ltd. en date du 5 mai 1905

Eugène et Michel Werner sont des constructeurs de motocyclette et plus tard d'automobiles. 

## Biographie

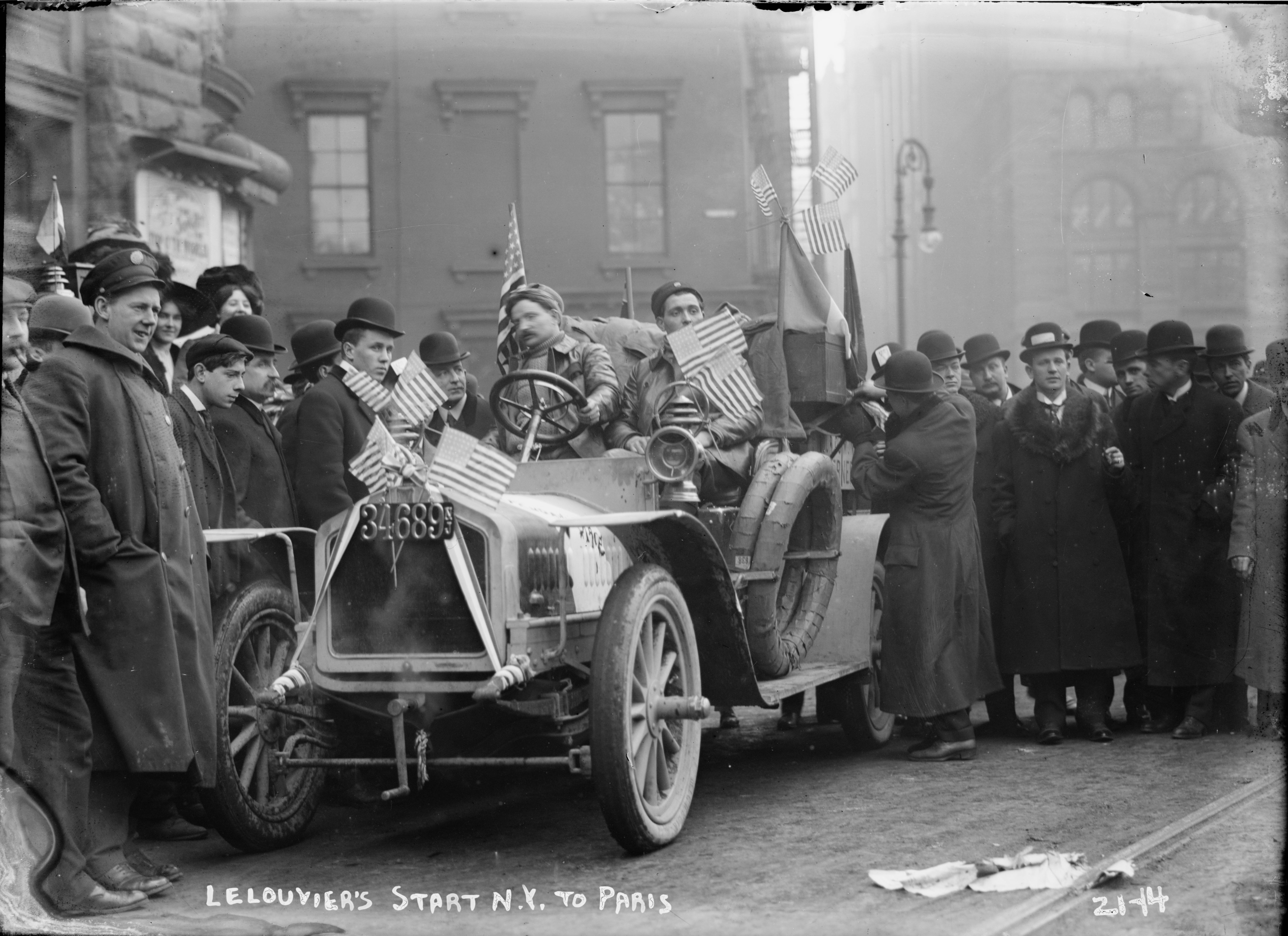
Départ de Lelouvier à New York en 1908

Nés en Ukraine les frères Werner, Michel en 1859 à Kherson et Eugène à Odessa en 1861, sont journalistes à Moscou avant de s'installer en France.
En 1893, ils créent l'entreprise « Werner frères et Compagnie » dont les premières activités concernent diverses inventions allant de la machine à écrire, au phonographe et même au cinéma à ses débuts.
Michel vit alors maritalement avec Adrienne Charbonnel  qui est également commanditaire de l'entreprise. Il l'épouse à Londres en 1897.
En 1897, ils déposent un brevet d'invention d'une bicyclette motorisée qu'ils appellent « Motocyclette » créant ainsi le terme générique.
 La première moto avait été inventée par Louis-Guillaume Perreaux en 1868.
Installés à Paris, avenue de la Grande-Armée, vers 1907, ils développent ensuite leur entreprise vers l'automobile et de nombreuses Werner participent alors aux divers Grands Prix de cette époque.
En 1908, c'est au volant d'une Werner qu'Eugène Lelouvier s'élance de New York dans l'espoir de battre de vitesse les concurrents officiels du raid New York-Paris 1908. La même année, les deux dirigeants de l'entreprise Gallien et Sarda participent au meeting de canots automobiles de Monaco avec le "Werner-Nautilus" équipé d'un moteur Werner
Michel Werner meurt le 21 août 1905 à Paris et son frère Eugène le 11 avril 1908 à Monaco.